# To Be or Not to Be (1983)
To Be or Not to Be (bra: Sou ou Não Sou; prt: Ser ou Não Ser) é um filme norte-americano de 1983, do gênero comédia, dirigido por Alan Johnson  e estrelado por Mel Brooks e Anne Bancroft. É uma refilmagem de filme homônimo de 1942, com Carole Lombard e Jack Benny, sob a direção de  Ernst Lubitsch.